# 印度谷精草
印度谷精草（学名：Eriocaulon brownianum var. nilagirense）为谷精草科谷精草属下的一个变种。

## 扩展阅读
- 維基物種上的相關：印度谷精草